# Fowlea schnurrenbergeri
Fowlea schnurrenbergeri — вид змій родини полозових (Colubridae). Мешкає в Південній Азії.

## Поширення і екологія
Fowlea schnurrenbergeri мешкають на півночі Індостану, на території Індії, Непалу, Пакистану і Бангладеш. Вони ведуть напівводний спосіб життя, зустрічаються поблизу озер і боліт.